# Figulus subcastaneus
Figulus subcastaneus es una especie de coleóptero de la familia Lucanidae.

## Distribución geográfica
Habita en Borneo y Java.